# Zuo Feng
Zuo Feng – jeden z bohaterów Opowieści o Trzech Królestwach, XIV-wiecznej chińskiej powieści historycznej autorstwa Luo Guanzhonga.
Według powieści Zuo Feng był cesarskim eunuchem, dworzaninem dynastii Han, pełniącym funkcję tzw. młodszego strażnika Żółtej Bramy (chiń. xiao huangmen; Żółta Brama była jedną z wewnętrznych bram pałacu cesarskiego).  Dwór cesarski wysłał go, aby ocenił działania generała Lu Zhi (?–192) podczas powstania Żółtych Turbanów. Zuo Feng zażądał od Lu Zhi łapówki, po czym, nie otrzymawszy jej, oskarżył go na dworze cesarskim o tchórzostwo, co doprowadziło do aresztowania Lu Zhi i postawienia go przed sądem (później Lu Zhi został ułaskawiony).